# 博梅莱康布雷
博梅莱康布雷（法語：Beaumetz-lès-Cambrai，法語發音：[bome lɛ kɑ̃bʁɛ]，因为“康布雷附近的博梅”）是法国上法蘭西大區加来海峡省的一个市镇，属于阿拉斯区。

## 地理
博梅莱康布雷（50°7'18"N, 2°59'3"E）面积9.91 平方千米，位于法国上法蘭西大區加来海峡省，该省份为法国北部沿海省份，西北濒北海，南至索姆省，东临北部省。
与博梅莱康布雷接壤的市镇（或旧市镇、城区）包括：拉尼库尔马塞尔、勒比基耶尔、莫尔希、阿图瓦地区普龙维尔、凯昂、韦吕、杜瓦尼、贝当古、伯尼、埃尔米。
博梅莱康布雷的时区为UTC+01:00、UTC+02:00（夏令时）。

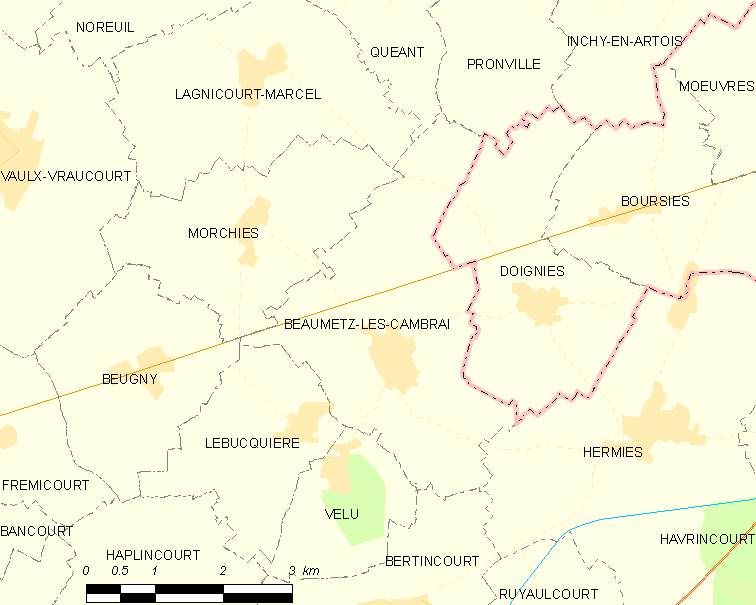
博梅莱康布雷的OSM定位图

## 行政
博梅莱康布雷的邮政编码为62124，INSEE市镇编码为62096。

## 政治
博梅莱康布雷所属的省级选区为巴波姆县。

## 人口

1962-2008年间博梅莱康布雷人口变化图示

博梅莱康布雷于2022年1月1日时的人口数量为536人。